# Рейс, Филипп
Иоганн Филипп Рейс (нем. Johann Philipp Reis; 7 января 1834, Гельнхаузен, Великое герцогство Гессен — 14 января 1874, Фридрихсдорф, Германия) — немецкий физик и изобретатель, первым в 1860 году сконструировавший электрический телефон, который в его честь сейчас называется телефоном Рейса. Впервые это изобретение было продемонстрировано публике 25 октября 1861 года.

## Детство и молодость
О происхождении Рейса до сих пор ведутся споры. Мать Филиппа умерла, когда тот был ещё младенцем, и воспитанием ребёнка занималась его бабушка по отцовской линии, начитанная и религиозная женщина. В возрасте шести лет Филипп был отправлен на обучение в Кассельскую школу. Здесь его способности привлекли внимание преподавателей, и отцу Филиппа посоветовали отдать сына в колледж. Отец скончался, когда ребёнку не было и десяти лет, но бабушке Рейса при помощи его опекунов удалось определить Филиппа в Институт Гарньера в Фридрихсдорфе, где тот проявил интерес к иностранным языкам и вскоре овладел английским и французским.
В 14 лет Рейс поступил в Хассельский Институт в городе Франкфурт-на-Майне, где освоил также латинский и итальянский языки. Филипп проявлял всё больший интерес к науке, и его опекунам посоветовали отправить подростка в политехническую школу Карлсруэ; однако один из них, дядя Филиппа, хотел, чтобы тот стал торговцем, и 1 марта 1850 года Рейс против своего желания был определён учеником в фирму по продаже красок Дж. Ф.Бейербаха. Филипп обещал дяде заниматься выбранным для него делом, но при этом не бросая своих занятий наукой.
Благодаря усердной работе Филипп завоевал уважение Бейербаха, а в своё свободное время брал частные уроки математики и физики и посещал лекции по механике профессора Р.Боттгера в Школе Торговли. Когда практика Рейса в торговом ремесле закончилась, он начал заниматься в институте доктора Поппе во Франкфурте. Здесь не преподавались такие предметы, как история и география, поэтому некоторые студенты обучали основам этих наук друг друга; так, Рейс начал преподавать географию, считая это своим призванием. Также в это время он стал членом Общества Физиков во Франкфурте.
В 1855 году Рейс завершил военную службу в Касселе и вернулся во Франкфурт, где начал преподавать математику и другие науки, давая частные уроки и читая публичные лекции. Рейс хотел поступить в Гейдельбергский университет, но в 1858 году его старый друг и учитель Гофрад Гарньер предложил ему пост в институте Гарньера.
14 сентября 1859 года Рейс женился и вскоре переехал во Фридрихсдорф, чтобы начать здесь карьеру учителя заново.

## Изобретение телефона
Рейс полагал, что электричество распространяется на расстоянии, подобно свету, без материальных проводников, и поставил несколько опытов по своей теории. Результаты экспериментов были описаны Рейсом в статье «В лучах энергии», которая в 1859 году была отослана профессору Поггендорффу для включения в известный журнал «Annalen der Physik und Chemie». К огромному разочарованию Рейса, рукопись была отклонена.
Идея передачи звука при помощи электричества родилась, когда Рейс изучал органы слуха, и обдумывалась им в течение нескольких лет. В 1860 году Рейс сконструировал первый прототип телефона, способный передавать звук на расстоянии до 100 метров. В 1862 году Филипп вновь написал Поггендорффу — на этот раз с просьбой опубликовать доклад об изобретённом им аппарате, но и этот доклад был отвергнут. Профессор Поггендорфф отрицал возможность передачи голоса на расстоянии, как несбыточную мечту, но Рейс считал, что его статьи отвергаются лишь потому, что он — простой школьный учитель.
Изобретение, названное Рейсом Telephon, было продемонстрировано многим людям, в том числе Вильгельму фон Легату, инспектору Королевского Корпуса Прусского Телеграфа, но большой заинтересованности Рейс не встретил. В 1872 году аппарат был представлен в США профессором Вандервайдом, где вызвал гораздо больший интерес. В числе увидевших первый телефон были Томас Эдисон, представители Белла и компании «Western Union». По признанию профессора Дэвида Хьюза, одного из изобретателей угольного микрофона, при тестировании им телефона Рейса в 1865 году в Санкт-Петербурге, он смог «успешно передать и принять все музыкальные тона и несколько произнесенных слов» . Аппарат Рейса стал отправной точкой для дальнейших разработок Белла, Эдисона и Берлинера в этой области.

## Последние дни Рейса
Рейс перестал давать уроки и занялся изучением научных проблем, но состояние его здоровья вскоре стало серьёзной преградой; однако Рейс не бросал своих занятий. Болезнь поразила лёгкие, и Рейс начал терять голос. Летом 1873 года ему пришлось оставить обучение на несколько недель. Осенью состояние Филиппа немного улучшилось, и он вернулся к преподаванию, но ненадолго. В сентябре Рейс должен был представлять новую гравитационную машину на съезде немецких естественников в Висбадене, но не смог из-за болезни. В декабре он окончательно слёг и, после продолжительной и мучительной болезни скончался в январе 1874 года, в пять часов вечера.

Рейс писал: 

«Оглядываясь на прошедшие годы, я должен признать, что они прошли в „труде и горестях“, как говорится в Священном Писании. Но я благодарен богу за его благодеяния: за моё призвание и мою семью, а также за то, что он одарил меня счастьем бо́льшим, чем я требовал. Бог помогал мне прежде и будет помогать в будущем»

.
Филипп Рейс был похоронен на кладбище Фридрихсдорфа, и в 1878 году, после изобретения телефона, члены Общества Физиков Франкфурта установили на его могиле обелиск из красного песчаника с его портретом.